# NGC 856
NGC 856 (również NGC 859, PGC 8526 lub UGC 1713) – galaktyka spiralna (Sa), znajdująca się w gwiazdozbiorze Wieloryba.
Odkrył ją Lewis A. Swift 3 października 1886 roku, a odkrycie to John Dreyer skatalogował później w swoim New General Catalogue jako NGC 859. 31 października tego samego roku Swift zaobserwował galaktykę ponownie, nie zdając sobie sprawy, że to ten sam obiekt; ta druga obserwacja została później skatalogowana przez Dreyera jako NGC 856.
NGC 856 należy do galaktyk Seyferta.
W galaktyce tej zaobserwowano do tej pory jedną supernową – SN 2004gv.